# Sitzabkommen

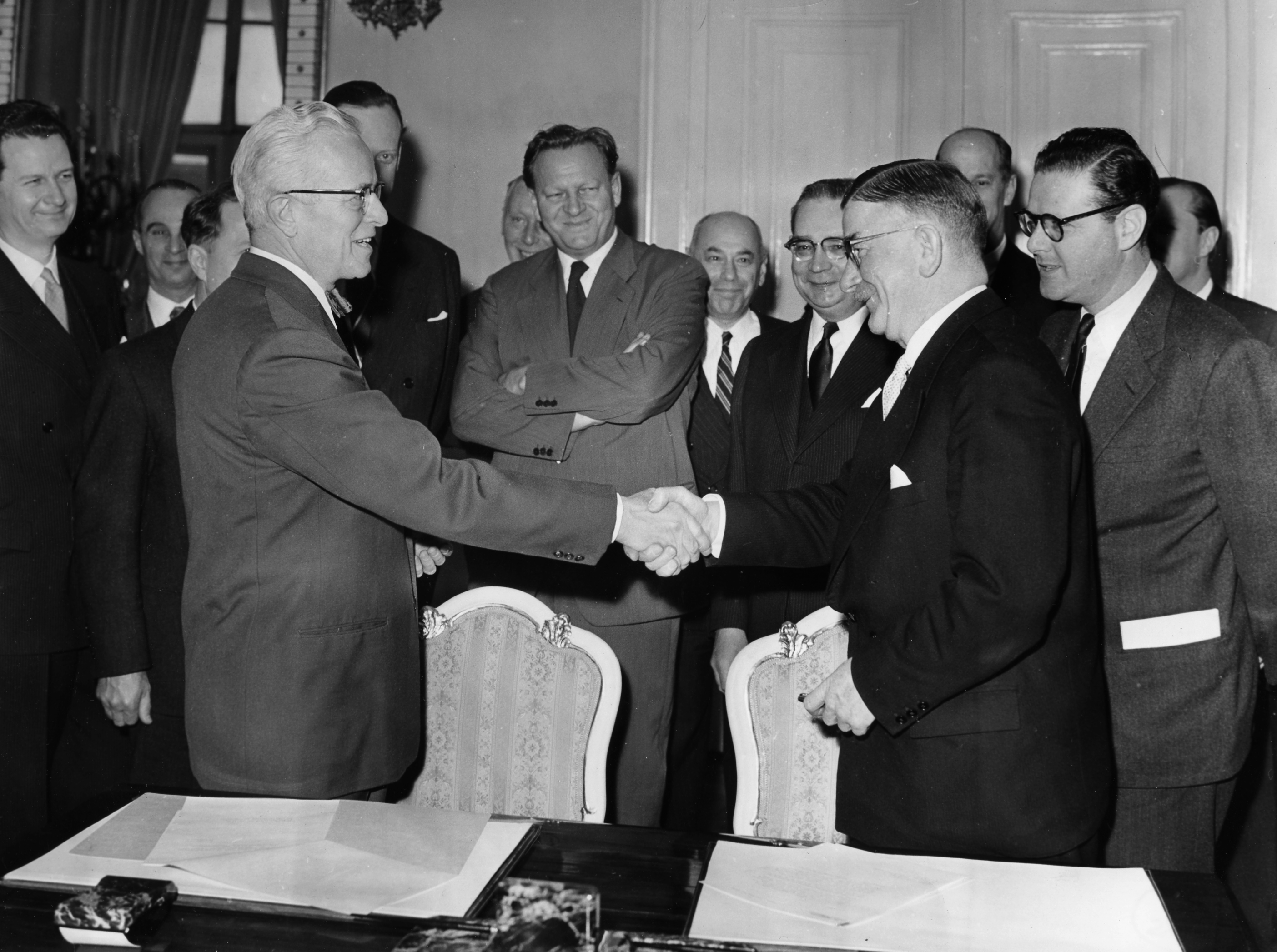
Abkommen über den Amtssitz der Internationalen Atomenergie-Organisation in Wien: Handschlag zwischen William Sterling Cole und Leopold Figl (1958)

Ein Sitzabkommen regelt den rechtlichen Status einer internationalen Organisation im Gastland.
Das Sitzabkommen gewährleistet die Unabhängigkeit der Organisation. Es regelt üblicherweise die Polizeibefugnisse an ihrem Sitz, die Vorrechte und Immunitäten der Mitarbeiter sowie fiskalische Fragen.